# Stasys Tumėnas
Stasys Tumėnas (ur. 7 maja 1958 w Linkowie) – litewski polityk, wydawca, nauczyciel akademicki i samorządowiec, zastępca mera Szawli, poseł na Sejm Republiki Litewskiej.

## Życiorys
W 1981 ukończył filologię litewską na Uniwersytecie Wileńskim. Doktoryzował się na tej samej uczelni w 1988 w zakresie nauk humanistycznych. W latach 1981–2015 był nauczycielem akademickim w Szawelskim Instytucie Pedagogicznym, przekształconym w międzyczasie w Uniwersytet Szawelski. W latach 90. pełnił funkcję dziekana wydziału pedagogicznego. Pod koniec lat 80. był zastępcą redaktora naczelnego pisma „Krivūlė”, wydawanego przez szawelski Sąjūdis. W 1995 założył własne wydawnictwo Šiaurės Lietuva.
W 2011 z ramienia lokalnego komitetu został wybrany do rady miejskiej Szawli. Rok później jako kandydat niezależny bez powodzenia ubiegał się o mandat poselski. Dołączył do Litewskiego Związku Zielonych i Rolników, z ramienia tego ugrupowania w 2015 ponownie został radnym. Następnie objął stanowisko zastępcy mera Szawli.
W wyborach w 2016 uzyskał mandat posła na Sejm Republiki Litewskiej. W 2020 z powodzeniem ubiegał się o reelekcję.